# Manuel Nicoletti
Manuel Nicoletti (* 9. Dezember 1998 in Catanzaro) ist ein italienischer Fußballspieler auf einer Mittelfeldposition.

## Karriere

### Im Verein
Nicoletti wechselte 2012 von der ASD Calcio Giovanile Catanzarese zum FC Crotone, in dessen Jugendabteilung er seither aktiv ist. In der Hinrunde der Spielzeit 2014/15 stand Nicoletti erstmals im Kader Crotones und wurde am 29. November 2014 bei der 1:4-Niederlage gegen den FC Modena kurz vor Spielende eingewechselt. Damit feierte er im Alter von 15 Jahren sein Zweitliga-Debüt für die Rossoblù. In der Spielzeit 2015/16 stand Nicoletti ebenfalls bei einigen Spielen im Kader, blieb jedoch ohne Einsatz. Am Ende der Saison gelang als Tabellenzweiter der Aufstieg in die Serie A.
Nach der Erstliga-Spielzeit 2016/17, in der Nicoletti ebenfalls ohne Spielzeit blieb, wurde er an Catanzaro Calcio 2011 verliehen.

### In der Nationalmannschaft
Nicoletti steht seit 2014 regelmäßig im Aufgebot verschiedener Juniorennationalmannschaften Italiens.

## Erfolge
- Aufstieg in die Serie A: 2015/16